# Купи и держи
«Купи и держи» (англ. buy and hold; также известна как долгосрочное инвестирование) — инвестиционная стратегия, при которой инвестор покупает финансовые активы или реальные активы, такие как недвижимость, чтобы удерживать их в течение длительного времени с целью добиться роста стоимости, несмотря на колебания рынка.
Такой подход подразумевает уверенность в том, что стоимость инвестиций в будущем будет выше. Инвесторы не должны подвергаться влиянию эффекта недавнего и эмоций, и они должны понимать свою склонность к неприятию риска. Инвесторы должны покупать финансовые инструменты, которые, как они ожидают, подорожают в долгосрочной перспективе. Инвесторы, использующие стратегию «купи и держи», не продают активы после падения стоимости. Они не занимаются спекуляциями на рынке (то есть продают ценные бумаги с целью купить их снова по более низкой цене) и не считают сезонные колебания рынка значимыми.
«Купи и держи» является примером стратегии пассивного управления. Эта стратегия рекомендуется Уорреном Баффетом, Джоном Боглом, Бертоном Малкиелом, Джоном Темплтоном, Питером Линчем и Бенджамином Грэмом, поскольку в долгосрочной перспективе наблюдается высокая взаимосвязь между ростом фондового рынка и экономическим ростом.

## Гипотеза эффективного рынка
Согласно гипотезе эффективного рынка, если каждая ценная бумага всегда отражает свою истинную стоимость, то нет смысла совершать спекулятивные сделки. Некоторые следуют стратегии «купи и держи» догматично, утверждая, что не следует продавать ценные бумаги без непреодолимых причин. Однако Уоррен Баффет является примером сторонника «купить и держи», который отверг гипотезу эффективного рынка в своих трудах и заработал своё состояние, инвестируя в компании, когда их стоимость была занижена.

## Снижение затрат
Другие выступали за политику «купи и держи», исходя из соображений минимизации затрат. Брокерские комиссии возникают при всех транзакциях, а стратегия «купи и держи» предполагает минимальное количество сделок при неизменных прочих условиях. Налоговое законодательство также имеет определенный эффект; налог на долгосрочный прирост капитала может быть ниже, чем налоги на доход от краткосрочной прибыли, и налог взимается только при продаже актива.

## Погоня за доходностью
Старший экономист Федерального резервного банка Сент-Луиса И Ли Чиен в своих трудах описывает инвестиционное поведение, ориентированное на краткосрочную прибыль — «погоня за доходностью». Частные инвесторы, вкладывающие средства в акционные взаимные фонды, склонны к покупке фондов, демонстрировавших высокую доходность в прошлом, и к продаже менее успешных фондов. Такая стратегия называется «погоней за доходностью». Можно наблюдать положительную корреляцию между притоком средств в акционные взаимные фонды и их прошлой доходностью. Коэффициент корреляции, характеризующий данную зависимость, составляет 0,49.
Прогнозирование доходности фондового рынка на коротких временных интервалах является практически невыполнимой задачей. В долгосрочной перспективе доходность фондового рынка, как правило, стремится к своему среднему значению. Стратегия, основанная на покупке фондов с высокой прошлой доходностью и продаже менее успешных фондов, может привести к снижению итоговой прибыли.